# Szeloba
Szeloba – postać ze stworzonej przez J.R.R. Tolkiena mitologii Śródziemia.
Była to zła istota, o postaci olbrzymiego pająka, która żyła na pograniczu Mordoru. Nienawidziła i pożerała wszystkie żywe istoty, nie była jednak sługą Saurona.
Pojawia się w Dwóch wieżach, drugiej części  Władcy Pierścieni.

## Szeloba
Była to olbrzymia pajęczyca, ostatnia z córek Ungolianty. Żyła w Beleriandzie, być może w górach Ered Gorgoroth, do czasu zniszczenia tej krainy podczas Wojny Gniewu w końcu Pierwszej Ery. W jakiś sposób udało jej się przeżyć i uciec na wschód Śródziemia.

### Mordor
Zamieszkała w jaskini na granicy Mordoru przy przełęczy Cirith Ungol w paśmie Ephel Dúath. Potomstwo Szeloby, spłodzone z samcami, których po kopulacji pożerała, wielkie pająki, zasiedliło góry w tej krainie, a z czasem zawędrowało do Mrocznej Puszczy. Żadne z nich nie dorównywało swymi rozmiarami potwornej matce.
Szeloba żyła w swojej kryjówce przez kolejne stulecia, żywiąc się wszelakimi żywymi istotami, elfami, ludźmi czy orkami. Nikomu nie służyła, pragnęła tylko zaspokajać swój monstrualny głód i zadawać wszystkim śmierć. Przełęcz na której polowała okryła się ponurą sławą i budziła strach, nawet gdy przez część Trzeciej Ery Gondor kontrolował te tereny. Po jawnym powrocie Saurona w 2951 roku Trzeciej Ery przyszło Szelobie żywić się tylko orkami z garnizonów sąsiednich twierdz, zwłaszcza z najbliższej wieży Cirith Ungol. Władca Ciemności doskonale zdawał sobie sprawę z jej obecności na przełęczy. Było mu to jednak na rękę, bowiem dzięki wielkiej i nienasyconej pajęczycy mógł być pewien, iż nikt niepostrzeżenie nie przedostanie się do Mordoru. Czasami też kazał rzucać jej na pożarcie bezużytecznych dla siebie jeńców.
Podczas wędrówek po pograniczu Mordoru (w 2980 roku) Gollum spotkał Szelobę, zapuszczając się w góry. Nieoczekiwanie nie zginął, lecz został jej sługą, 

(...) odtąd jej przewrotna wola i złowrogie siły towarzyszyły mu stale w tułaczce, nie dopuszczając do niego światła ani skruchy. Przyrzekł jej dostarczać żeru.

### Wojna o Pierścień
Podczas Wojny o Pierścień, właśnie ku Cirith Ungol, Gollum poprowadził Froda Bagginsa i Sama Gamgee, zdradziecko licząc na to, iż gdy Szeloba zabije hobbitów, jemu uda się odzyskać Pierścień. Dlatego, gdy już zmierzali przełęczą (12 marca 3019 roku) nagle ich porzucił. Wkrótce zaatakowała Szeloba – udało jej się zranić Froda i pojmać go, lecz w obronie swego pana stanął Sam. Zbrojny w miecz Żądło oraz mając flakonik Galadrieli, w zaciętej walce zadał ciężkie rany pajęczycy i zmusił ją od ucieczki.

### Dalsze losy
Dalsze losy Szeloby nie są dokładnie znane. Być może zmarła z odniesionych ran i głodu, choć nie można wykluczyć, że udało jej się przeżyć i wyzdrowieć, po czym dalej polowała pośród Gór Cienia.

### Wygląd zewnętrzny
Szeloba miała co najmniej pięć stóp wzrostu, bowiem hobbit Sam był w stanie stanąć pod jej brzuchem. 

Z budowy podobna do pająka, lecz większa (...) w jej bezlitosnych oczach czaił się złowrogi, świadomy zamysł (...). Biegła z wysuniętą naprzód głową, z której sterczały wielkie rogi; za krótką sztywną szyją ciągnął się ogromny, spęczniały kadłub z wypiętym, wydętym brzuchem, obwisłym i kołyszącym się między nogami. Cielsko całe było czarne, upstrzone sinymi plamami, lecz brzuch, białawy i świecący, ział okropnym smrodem. Nogi miała przygięte, z wielkimi supłami stawów sterczącymi aż ponad grzbiet, owłosione szczeciną twardą jak stalowe kolce, a na każdej ostry pazur.

Mimo wielkich rozmiarów Szeloba potrafiła poruszać się niezwykle szybko i zwinnie. Polując na swe ofiary, zwykle atakowała je od tyłu i dźgała swym żądłem w kark, co powodowało omdlenie. Potworna pajęczyca wiązała je i zanosiła w głąb swojej jaskini. Dopiero tam pożerała żywą jeszcze ofiarę, bowiem nie jadała trupów. By osaczyć wędrowców na przełęczy rozpinała swoje pajęczyny, których zwykła broń nie była w stanie rozciąć. Jad z jej żądła był bardzo silny. Z tego powodu ból od rany zadanej przez Szelobę, dręczył Froda do końca jego życia w Śródziemiu.

### Imiona
Orkowie z Wieży Cirith Ungol określali pajęczycę mianem Jej Książęca Mość. Znano ją także jako Szelobę Wielką. W języku sindarin zwano ją Ungol, co znaczy w tej mowie Pająk.

## Ekranizacja Petera Jacksona
W ekranizacji Władcy Pierścieni, w reżyserii Petera Jacksona, Szeloba pojawia się dopiero w filmie Powrót króla. Poza tym scenarzyści wprowadzili kilka zmian do przebiegu scen z jej udziałem.
W filmie Frodo, początkowo bez Sama, wędruje przez przełęcz, bowiem na skutek kłamstw Golluma każe odejść przyjacielowi. Dzięki flakonikowi i Żądłu udaje mu się uciec Szelobie, jednak gdy zbliża się do wieży, pajęczyca atakuje go z zaskoczenia i rani. Wówczas pojawia się Sam, który podążał za Frodem i znalazł oręż swego pana, zagubiony przez niego podczas ucieczki przed Szelobą. Scena walki Sama z potworem jest zdecydowanie bardziej wydłużona i udramatyzowana niż ta w książce, lecz kończy się tym samym rezultatem.